# De guerre lasse (film, 1987)
Pour plus de détails, voir Fiche technique et Distribution.
De guerre lasse est un film français réalisé par Robert Enrico, sorti en 1987.
Il s'agit de l'adaptation du roman du même nom de Françoise Sagan, De guerre lasse, publié en 1985.

## Synopsis
En juin 1942, Jérôme et Alice passent la ligne de démarcation et arrivent à l'improviste chez un vieil ami de Jérôme, Charles.  Celui-ci, fabricant de chaussures et neveu d'un chef de cabinet de Vichy, souhaite rester à l'écart du conflit (ni résistant, ni collabo).
Par contre, Jérôme est membre d'un réseau résistant et n'est venu chez Charles que pour organiser la fuite d'une famille juive. À la suite de leur arrivée précipitée, Jérôme s'appuie sur leur amitié pour convaincre Charles de les recueillir quelques jours.  Il utilise aussi pour cela les beaux yeux d'Alice dont le mari, un médecin juif, est mort à cause des Nazis quatre ans plus tôt à Vienne.
La chute du réseau résistant dont Jérôme fait partie précipite les évènements :  Jérôme doit trouver rapidement un nouvel abri pour la famille juive.  Lorsqu'il demande à Alice de monter à Paris pour en savoir plus, Charles refuse de la laisser partir seule.  Les manipulations de Jérôme et l'intensification de la présence allemande en zone libre vont conduire Charles à rejoindre la résistance, tout en sonnant le glas des relations du trio.

## Fiche technique
- Titre : De guerre lasse
- Titre international : Engagements of the Heart
- Réalisation : Robert Enrico, assisté de Bruno Chiche
- Scénario : Jean Aurenche, Didier Decoin et Robert Enrico d'après le roman de Françoise Sagan, De guerre lasse, publié en 1985
- Production : Christine Gozlan, Alain Sarde
- Musique : Philippe Sarde
- Photographie : François Catonné
- Montage : Patricia Nény
- Pays d'origine : France
- Format : Couleurs - Dolby
- Genre : drame, guerre
- Durée : 130 minutes
- Date de sortie : 1987

## Distribution
- Nathalie Baye : Alice
- Christophe Malavoy : Charles Sambrat
- Pierre Arditi : Jérôme
- Geneviève Mnich : Louise
- Philippe Clévenot : Paul
- Jean Bouise : Roth
- Maurice Chevit : Elie Blumfield
- Catherine Arditi : Dinah
- Séverine Hayat : Sarah
- Henri Serre : Père Montrichard
- Marc de Jonge : Capitaine SS
- Claude Evrard : Un passeur
- Liliane Rovère : Bérénice
- Jean-Claude Bolle-Reddat : La concierge de l'hôtel Rivoli
- Philippe Dormoy : Un résistant
- Gérard Morel : Un garde